# Kalevi Oikarainen
Kalevi Armas Oikarainen (* 27. April 1936 in Kuusamo; † 14. August 2020 ebenda) war ein finnischer  Skilangläufer.

## Werdegang
Oikarainen hatte seinen ersten internationalen Erfolg im Jahr 1959 mit einem Sieg beim Holmenkollen Skifestival über 15 km. Im März 1962 wurde er bei den Lahti Ski Games Dritter über 15 km. Im Jahr 1965 siegte er mit der Staffel bei den Svenska Skidspelen und bei den Lahti Ski Games über 15 km. Bei den nordischen Skiweltmeisterschaften 1966 in Oslo holte er die Silbermedaille mit der Staffel und belegte über 30 km den elften Platz. Zwei Jahre später gewann er bei den Olympischen Winterspielen in Grenoble die Bronzemedaille mit der finnischen Staffel. Zudem belegte er dort den zehnten Platz über 15 km und den siebten Rang über 30 km. Im selben Jahr kam er bei den Svenska Skidspelen auf den dritten Platz mit der Staffel und auf den zweiten Rang über 30 km. Im folgenden Jahr gelang ihn bei den Lahti Ski Games der dritte Platz über 15 km und bei den Svenska Skidspelen der dritte Platz mit der Staffel. Bei den Nordischen Skiweltmeisterschaften 1970 in Vysoké Tatry gewann er die Goldmedaille über 50 km und wurde damit in Finnland Sportler des Jahres. Im selben Jahr errang er bei den Lahti Ski Games den dritten Platz über 15 km und den zweiten Platz über 50 km. Seinen letzten internationalen Wettbewerb absolvierte er bei den Olympischen Winterspielen 1972 in Sapporo. Dort trat er beim 50-km-Lauf an, welches er aber vorzeitig beendete. Bei finnischen Meisterschaften siegte er neunmal mit der Staffel (1959, 1967–1973, 1975), zweimal über 15 km (1961, 1965), zweimal über 50 km (1970, 1972) und einmal über 30 km (1971).

## Sonstiges
Oikarainen war Feldwebel beim finnischen Grenzschutz. Er hatte fünf Kinder.